# 前颌银鱼
前颌间银鱼（学名：Salanx prognathus）为輻鰭魚綱胡瓜魚目银鱼科银鱼属的鱼类，俗名面鱼、面丈鱼。分布于朝鲜以及东海、黄海等海域，體長可達12.2公分，棲息在底層水域，生活習性不明。该物种的模式产地在上海。

## 扩展阅读
維基物種上的相關：前颌银鱼